# Freienohl
Freienohl ist nach der Kernstadt der zweitgrößte Stadtteil von Meschede im nordrhein-westfälischen Hochsauerlandkreis.
Gelegen im oberen Ruhrtal am Südrand des Arnsberger Waldes, führte Freienohl bis zur Eingliederung nach Meschede den Titel Freiheit. Am 31. Dezember 2023 hatte Freienohl 4076 Einwohner.

## Geschichte

### Vom Mittelalter bis zum Ersten Weltkrieg
Erste urkundliche Erwähnung fand Freienohl („Friggenaul“) im Jahre 1272 in einem Copiar der Grafen von Arnsberg, das im 14. Jahrhundert angelegt wurde. Der Ort wurde hier als Vrygenole bezeichnet. In dieser Urkunde wurde der Johann gen. Blessen von Graf Gottfried III. als Dienstmann angenommen.
Bereits zuvor – etwa ab dem 6. Jahrhundert v. Chr. – war die spätere Fläche des Ortes besiedelt und von einer Wallburg, der Schiedliken Borg gesichert.  Später gehörte Freienohl zur Gemeinde Calle. Im Ort selbst bestand nur eine Kuratkapelle. Politisch war der Ort Teil der Grafschaft Arnsberg. Graf Gottfried IV. von Arnsberg erhob Freienohl 1364, aus Dankbarkeit für die Unterstützung der Freienohler im Kampf gegen Winterberg, zu einer Freiheit nach Lippstädter Recht. Im 15. Jahrhundert wurde die Freiheit Freienohl zur Hansestadt dritten Ranges erhoben. Im 16. Jahrhundert wuchs der Ort auf eine Größe von 45 Wohnhäusern an, die jedoch in den folgenden Jahrzehnten durch Pest und einen Großbrand (1699) wieder auf 38 absank. Am 29. Mai 1702 wurde die St.-Nikolaus-Schützenbruderschaft Freienohl gegründet, fünf bzw. 29 Jahre darauf entstanden mit der Friedhofs- und Plastenbergkapelle die ersten Gotteshäuser. Am 24. Juni 1753 wurde schließlich die neu errichtete St.-Nikolaus-Pfarrkirche geweiht.
Im Jahr 1843 wurde das neue Amt Freienohl aus dem älteren Amt Freienohl und Teilen des aufgelösten Amtes Hellefeld gebildet. Es bestand bis zu seiner Auflösung im Jahr 1975.
Am 31. Juli 1888 fand die Einweihung des Kriegerdenkmales für die Opfer des Krieges 1870/1871 statt. Das Denkmal stand an der Ecke Alter Weg/Düringerstraße. Später wurde es in den Vorgarten des alten Amtshauses versetzt.
Ende des 19. Jahrhunderts entwickelte sich das bis heute äußerst intakte Freienohler Vereinsleben. Da Freienohl im Jahre 1893 erneut von einem Großbrand heimgesucht wurde, formierte sich daraufhin eine Freiwillige Feuerwehr.

### Nach dem Ersten Weltkrieg
1932 wurde der Freiheit Freienohl der Titel eines Luftkurorts zugesprochen (nicht mehr gegeben). Anfang der 1930er Jahre waren in der Gemeinde etwa 500 Arbeitslose verzeichnet, das waren um die 90 % der erwerbsfähigen Arbeitnehmer. Im November 1932 fanden die letzten freien Wahlen statt von 1277 gültigen Stimmen fielen 220 auf die KPD und 192 auf die NSDAP. Nach der Machtübernahme durch die Nationalsozialisten wurde eine Notverordnung erlassen, die Beschränkungen der persönlichen Freiheit, wie zum Beispiel das Vereins- und Versammlungsrecht, zuließen. Nach etlichen weiteren Erlassen kam das Gemeindeverfassungsgesetz vom 15. Dezember 1933, nach dem die neuen Gemeindevertreter nicht mehr gewählt, sondern von der NSDAP bestimmt wurden. Die Gemeindevertretung hatte keine beschließende Funktion mehr, sondern nur noch eine beratende. Der Amtsbürgermeister Hermann Horn wurde wegen Unzuverlässigkeit des Amtes enthoben, er wurde von dem Amts- und Gemeindebürgermeister Michels abgelöst, der 1940 in Orléans an den Folgen einer Schussverletzung starb. Michels hatte 1939 geplant, das Amt Freienohl aufzulösen und mit den Teilen des Restamtes Hüsten in ein Amt Arnsberg-Land zu integrieren. Die Pläne wurden später aufgegeben. Der verstorbene Michels wurde durch einen von Warstein abgeordneten Beamten ersetzt, der im März 1945 abgelöst wurde, weil er an einer Vereidigung des Volkssturmes nicht teilgenommen hatte und weil er seinen Dienstwagen für private Zwecke nutzte. Der neue Amtsbürgermeister mit Namen Hahne wurde am 16. März 1945 eingesetzt. Er wurde von den Amerikanern bestätigt und blieb bis 1953, später mit dem Titel Gemeindedirektor, im Amt. Der nationalsozialistische Terror zeigte sich im Ort in einer Verhaftungswelle am 28. Februar 1933. Infolge der Reichstagsbrandverordnung wurden sechs örtliche KPD-Mitglieder und Regimegegner inhaftiert. Organisierter Widerstand aus den Reihen der Bevölkerung ist nicht bekannt. Nach einem Führererlass vom 25. September 1944 wurde am 28. Januar das zuvor gegründete Volkssturm-Bataillon Freienohl-Oeventrop vereidigt, Bataillonsführer war der Lehrer Demmel. Diese Einheit war Mitglied im Freikorps Sauerland. Am 11. April 1945 wurde Freienohl, nach kleineren Gefechten mit deutschen Soldaten, von amerikanischen Truppen eingenommen, sie rückten gegen elf Uhr in den Ort ein. Viele Einwohner hatten weiße Laken in die Fenster gehängt. Nach der sofort anberaumten Durchsuchungsaktion wurden Waffen gefunden und die deutschen Soldaten in Gefangenschaft verbracht. Die Amerikaner zogen im Juni 1945 wieder ab, sie wurden von der 56. britischen Division ersetzt. Während des Zweiten Weltkrieges wurde die Versorgungslage deutlich schlechter, wegen der erstmals 1939 ausgegebenen Lebensmittelkarten wurde die Lage allerdings nicht so dramatisch wie im Ersten Weltkrieg Steckrübenwinter. Von Kriegsschäden durch Bombardierungen oder Beschuss blieb der Ort weitgehend verschont. Ein Ehrenmal für die Gefallenen des Ersten Weltkrieges wurde 1933 in der Nähe der Brunnenstraße errichtet und später in eine Grünanlage versetzt.

### Nach dem Zweiten Weltkrieg
Nach dem Zweiten Weltkrieg war die Versorgungslage schwierig, die Zuteilungen waren knapp. Einwohner des Ortes wurden zu Aufräumarbeiten in die zerstörten Städte des Ruhrgebietes kommandiert. Ab 21. Juni 1945 wurde das britische Detachement 919 eingerichtet, Kommandant war Oberstleutnant John Swayne. 1947 übernahmen zivile britische Stellen die Aufgaben der Militärverwaltung, Ziviladministrator war John Swayne. Im Juli 1945 nahmen etwa 80 russische Bürger im Ort Quartier, sie hatten die Aufgabe, russische Zwangsarbeiter und Gefangene zu repatriieren. Die großzügige Versorgung mit Naturalien oblag der Gemeinde. Diese Aktion endete am 23. Oktober 1945. Von den in anderen Ortschaften vorgekommenen Plünderungen, Überfälle und Tötungsdelikte durch ehemalige Zwangsarbeiter blieb der Ort weitgehend verschont.
Die ersten Transporte mit Vertriebenen trafen im April 1946 im Ort ein. Sie stammten überwiegend aus Schlesien, Waldenburgerland, Oberschlesien und Grafschaft Glatz. In den Jahren darauf kamen noch Transporte aus dem Sudetenland und Pommern sowie aus Ost- und Westpreußen an. Die Verwaltung übernahm die Amtsverwaltung Freienohl. Die Vertriebenenverbände gründeten in den 1950er Jahren einen Amtsbeirat um der Verwaltung beratend beizustehen. Im Ort wurden nach überlieferten Unterlagen über 400 Vertriebene ansässig. Hieraus entstand gravierende Wohnungsnot, in Notunterkünften waren teilweise in einem Raum bis zu sechs Menschen untergebracht. Unterhalb des Friedhofes begann 1952 der Bau von Siedlungshäusern. Etliche Landwirte stellten im Austauschverfahren Bauland gegen Ackerland zur Verfügung. Zusätzlich entstanden Vier Doppelwohnhäuser mit insgesamt 24 Wohneinheiten. Die Siedlungsgesellschaft Rote Erde errichtete 12 Häuser mit Ackerland für die Nutzung im Nebenerwerb, um vertriebene Landwirte nicht völlig ihrem ehemaligen Beruf zu entfremden. Einige Bauernhöfe wurden aus dem Ortskern umgesiedelt, deren Bewirtschaftung im Ortskern und die stark befahrene Bundesstraße erschwerte die Verbindung zu den Feldern. Da der Ort im Krieg weitgehend erhalten blieb, verstärkte sich danach der Zustrom Gewerbetreibender. In der ehemaligen Schützenhalle wurde die Tuchfabrik Goblet und Sohn eingerichtet und etliche andere Betriebe übersiedelten aus den zerstörten Städten des Ruhrgebietes hier niederließen. Dabei spielte auch das Motiv der Versorgung der Belegschaft mit Lebensmitteln eine Rolle. Etlichen Firmen, überwiegend aus der Baubranche, musste wegen Platzmangel die Ansiedlung verweigert werden außerdem musste wegen einer Verfügung des Regierungspräsidenten in Arnsberg, der Charakter des Luftkurortes als Erholungsstätte erhalten bleiben. Ein wichtiger Gewerbezweig war die Holzindustrie mit drei Sägewerken.
Am 1. Januar 1975 wurde im Rahmen der kommunalen Neugliederung aus der selbstständigen Gemeinde Freienohl zusammen mit Calle, Eversberg, Grevenstein, Meschede, Meschede-Land, Remblinghausen und Visbeck die neue Stadt Meschede gebildet.

## Religionen

### Jüdische Bevölkerung
Einige jüdische Familien nahmen am Anfang des 19. Jahrhunderts die verkehrsgünstige Lage des Ortes zum Anlass, sich hier niederzulassen. Nach den Angaben im Geburtenregister von 1837 bis 1875 waren jüdische Metzger, Krämer, Handelsmänner und andere gemeldet. Die jüdischen Einwohner wurden 1854 dem Synagogenbezirk Arnsberg zugeteilt. Zur Zeit des Nationalsozialismus lebten fünf jüdische Familien im Ort, deren Mitglieder zum Teil verhaftet und in Lager verbracht wurden. Ein großer Teil emigrierte.

### Kirchen

#### Pfarrkirche St. Nikolaus

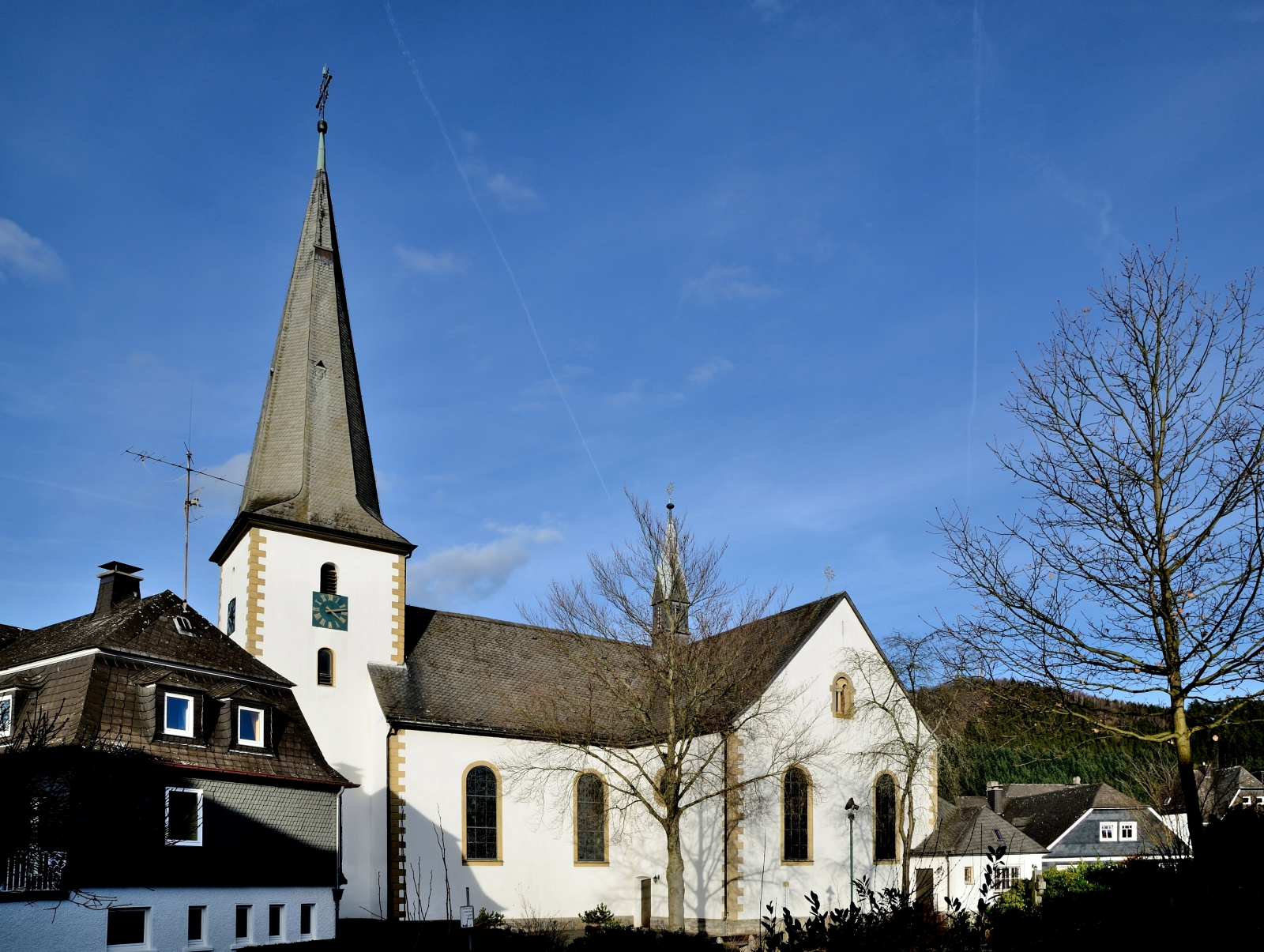
Pfarrkirche St. Nikolaus

Vermutlich reichen die Ursprünge der Pfarrei in die Gründung der Freiheit im 14. Jahrhundert zurück, eine Erwähnung der Pfarrei erfolgte 1375 in einer Urkunde. Oberhalb der Hauptstraße lag der Langenhof, auf dessen Grund war früher eine Frühmeßvikarie unserer lieben Frau, eine Klostergemeinschaft für Frauen ansässig, die von dem hiesigen Pfarrer unabhängig war. Das Bethaus dieser Gemeinschaft stand vermutlich dort, wo sich heute die Pfarrkirche befindet. Die Nikolaus-Gemeinde wurde im 14. Jahrhundert zur Pfarre erhoben, die Klostergemeinschaft unserer lieben Frau bestand nach 1545 nicht mehr und so gingen deren Rechte und Besitzungen an die Pfarre über. Die Klosterkirche wurde zur Pfarrkirche umfunktioniert, neben dem Kirchenschiff war ein sogenannter Betchor vorhanden, der von den Schwestern genutzt wurde. Das Vorhandensein dreier Altäre ist urkundlich belegt, des Nikolausaltars (Hauptaltar) und zweier Nebenaltäre, die den Heiligen Maria und Antonius geweiht waren. Die heutige Pfarrkirche wurde von 1751 bis 1752 als einschiffiges Gebäude errichtet. Da schon nach einiger Zeit die Bevölkerung stark zunahm, wurde die Kirche zu klein. Der Chor und die östliche Hälfte des Langhauses wurden abgebrochen und kreuzförmig erweitert. So entstanden die Seitenschiffe. Von 1956 bis 1957 wurde die Sakristei an der Südseite erweitert.
Der Hochaltar war dem Nikolaus geweiht, Konpatrone waren Franz Xaver und Johannes Evangelist. Der Marienaltar stand zusätzlich unter dem Patrozinium der Heiligen Agatha und Lucia, der Josefsaltar hatte die Konpatrone Antonous von Padaua, sowie Sebastian und Fabian.

#### Evangelische Kapelle am Plastenberg
Im Sauerland lebten nach dem Grundsatz des Augsburger Religionsfriedens von 1555 nur katholische Christen. Das Gebiet gehörte zum kurkölnischen Sauerland. Die Erzbischöfe von Köln waren sowohl kirchliche als auch weltliche Herrscher.
1803 ging das Herzogtum Westfalen an die Landgrafen von Hessen-Darmstadt über. Von dort kamen dann auch evangelische Beamte, Bedienstete, Handwerker usw. in das Sauerland. In Freienohl war 1814 das Vorhandensein von zwei evangelischen Gläubigen bekannt; um 1900 waren es etwa 40. Diese besuchten die Gottesdienste in der kleinen Kirche der evangelischen Gemeinde Oeventrop, der heutigen Dietrich-Bonhoeffer-Kirche. Der Küchenraum der Schützenhalle diente den evangelischen Christen dann als erster Gottesdienstraum direkt in Freienohl. Später wurde ein Raum in der alten Schule für Gottesdienste genutzt. Die Gemeinde wurde von einem Prediger aus Oeventrop, welches zur Muttergemeinde Arnsberg gehörte, mitbetreut.
Nach dem Zweiten Weltkrieg siedelten sich im Rahmen der Flüchtlingsbewegungen etliche Neubürger mit evangelischem Glauben an. Als Gottesdienstraum diente anfangs der Tanzsaal eines Hotels, bevor ein Raum von der katholischen Gemeinde zur Verfügung gestellt wurde. Die Mitgliederzahl der evangelischen Gemeinde war 1954 auf etwa 400 angewachsen, und so wurde der Wunsch nach dem Bau eines eigenen Gotteshauses laut.

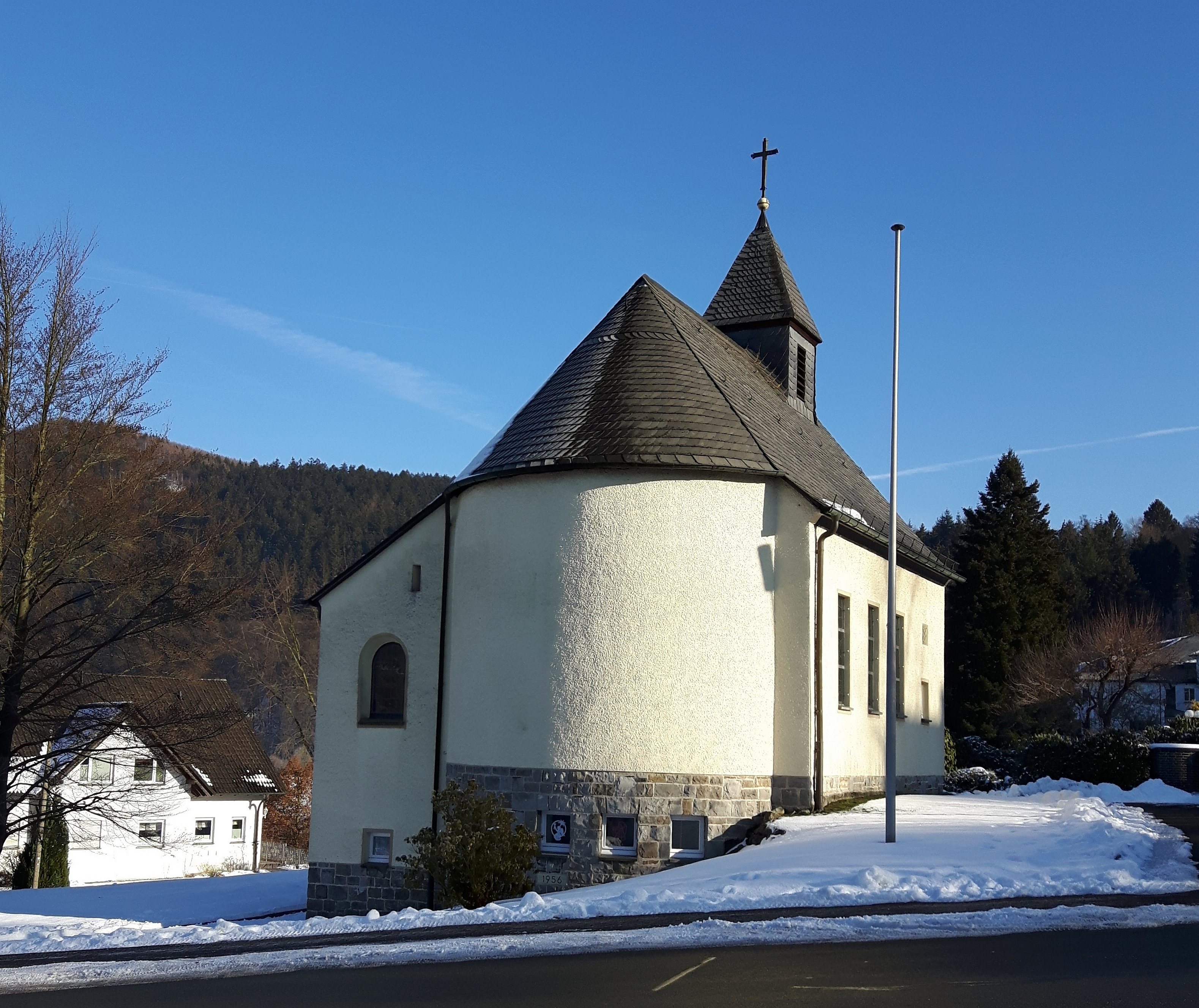
Kreuzkapelle

Nach ersten Planungen sollte die Kapelle an der Graf-Gottfried-Straße gebaut werden, doch diese Pläne verwarf die kirchliche Landesbehörde. Mit Unterstützung der Amtsverwaltung wurde dann am Ufer der Ruhr, am Plastenberg, ein Grundstück gekauft, auf dem die Kreuzkapelle gebaut werden sollte. Architekt der Kapelle war der Regierungsbaurat a. D. Walter Kuschel aus Hagen. Die Grundsteinlegung fand am 29. Juli 1956 statt, und die Kreuzkapelle wurde am 22. Dezember 1957 von Oberkirchenrat Rahe aus Bielefeld eingeweiht.
Über dem Altar hängt ein bemerkenswertes Kreuz mit einem lebensgroßen Korpus, das von Eberhard Viegener, einem Künstler aus Belecke geschaffen wurde. Die Kanzel wurde von den Handwerkern Zacharias und Weber aus Freienohl gebaut und mit geschnitzten Bildern, mit Darstellungen der Heilsgeschichte versehen.

## Politik

### Bezirksausschuss, Verwaltungsstelle

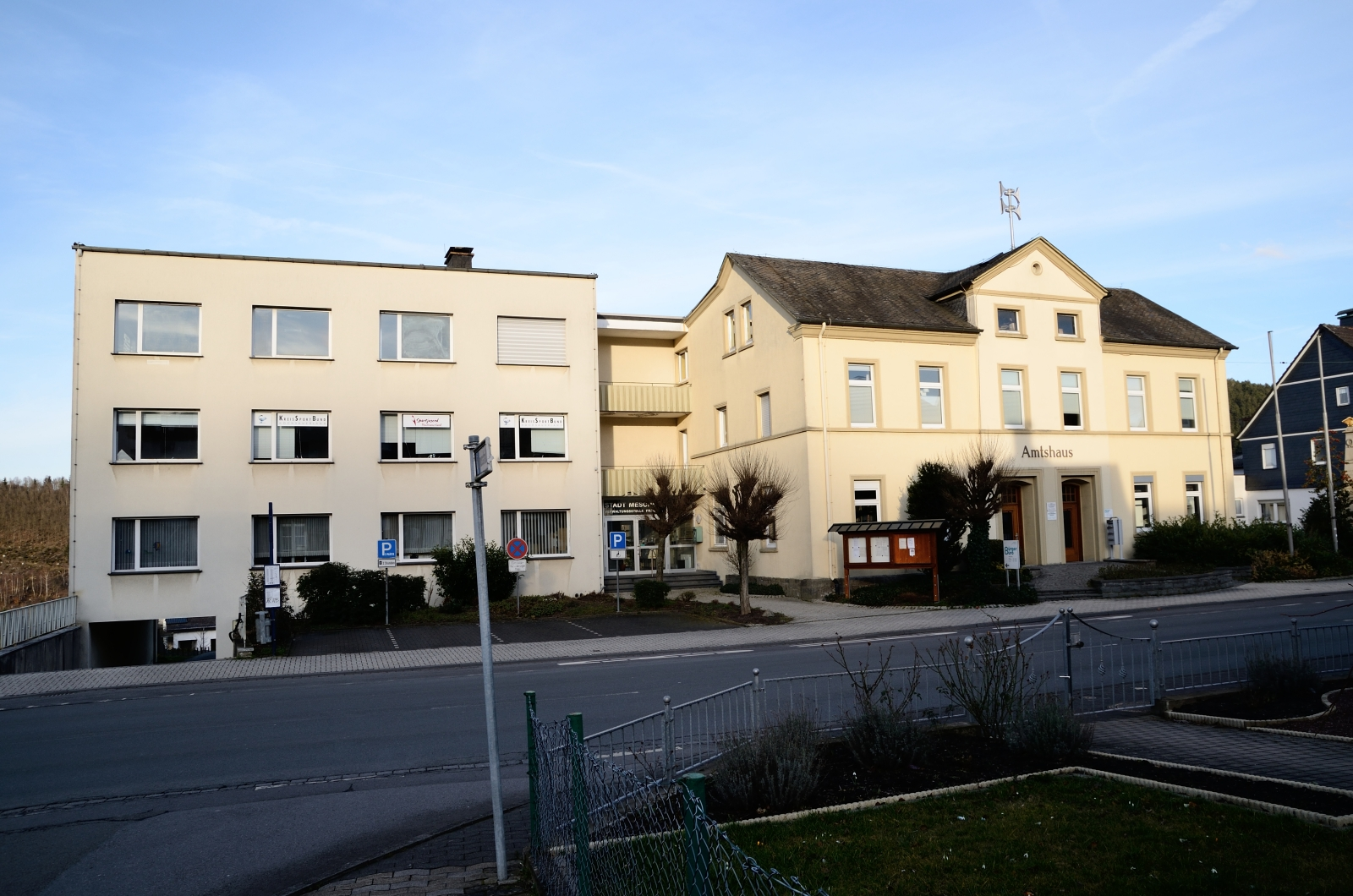
Altes Amtshaus

Bis zum 31. Dezember 1974 war Freienohl eine selbstständige Gemeinde und wurde im Zuge der Gebietsreform in Nordrhein-Westfalen 1975 (§ 8 Sauerland/Paderborn-Gesetz) Teil der neuen Stadt Meschede, innerhalb derer es eine Rolle als Nebenzentrum behalten hat. Freienohl wird politisch durch einen 23-köpfigen Bezirksausschuss vertreten. Dessen Vorsitzende ist seit 2020 Anette Risse (CDU). In Freienohl gibt es einen Ortsverein der SPD und einen Ortsverband der CDU. Eine Verwaltungsstelle der Stadt Meschede findet sich im Alten Amtshaus.

### Wappen

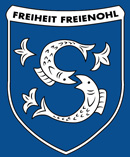

Blasonierung (Linkes Wappen): „In Blau zwei gekrümmte silberne Fische, die sich mit den Köpfen verbissen haben, sowie kleinen Lilien an den Enden und der oberen Krümmung.“
Blasonierung (rechtes Wappen): „In Blau ein silbernes Zeichen in Form des Buchstabens „S“ mit kleinen goldenen Blättchen an den Enden und der oberen Krümmung.“
Erläuterung: Das erste erhaltene Siegel stammt aus dem Jahr 1518. Es wird als redendes Wappen gedeutet. Die zwei gekrümmten Fische, die sich ineinander verbissen haben, stünden für zwei naheliegende Höhe, deren Bauernschaften über Jahrhunderte unter anderem über Fischereirechte gestritten hätten, bevor es zu einer Einigung kam. Die S-Form wurde später auch als Darstellung der Fluss-Schleifen der Ruhr, als Anfangsbuchstabe des Kölner Erzbischofs Siegfried oder der Worte „Sigillum“ sowie „Secretum“ interpretiert, die drei Lilien als Zeichen der Versöhnung und Vereinigung zur Gemeinde Freienohl.
Da die Fische im Siegel nicht mehr gut zu erkennen waren, wurde 1700 in die Arnsberger Wappensammlung als Wappenbild ein „rotes S auf blauem Grund“ aufgenommen. Da die Farbgebung „blau-rot“ nicht den heraldischen Farbregeln von Wappen folgte, wurde sie auf Vorschlag des Staatsarchivs in Münster – angelehnt an das Adlerschild der Arnsberger Grafen – durch die Kombination „blau-silber“ ersetzt. Die amtliche Genehmigung hierfür erfolgte am 26. Juni 1911 durch den Arnsberger Regierungspräsidenten. Erst mit der Erstellung der Gemeindechronik wurde Mitte des 20. Jahrhunderts wieder das ursprüngliche Wappen aufgegriffen.

## Kultur und Sehenswürdigkeiten

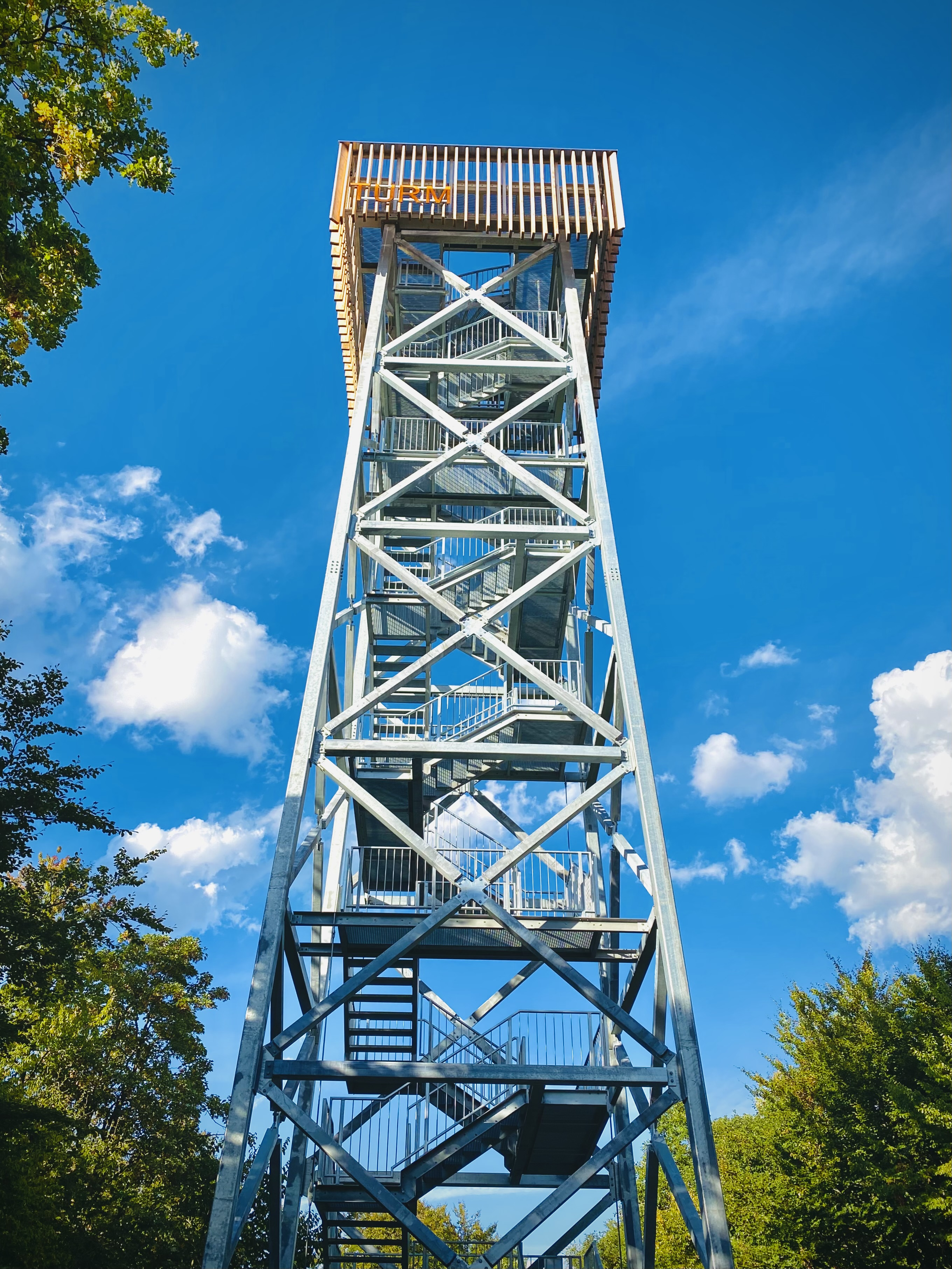
Der Küppelturm

- Die höchste Erhebung ist der 422 Meter hohe Küppel. Von dessen Aussichtsturm Küppelturm (28 Meter) bietet sich ein Ausblick auf die umliegende Orte sowie auf das waldreiche Gebiet.
- Freienohl ist Ausgangspunkt zahlreicher Wanderwege im und um den Arnsberger Wald. In unmittelbarer Nähe des Ortes finden sich mehrere Talsperren. Besichtigenswert in Freienohl sind unter anderem das Alte Amtshaus, der Alte Friedhof, die Ehrenmale im Park, die Kirchen und Kapellen. Die Gemeinde ist am Ruhrtalweg, einem Bezirkswanderweg des Sauerländischen Gebirgsvereins, und am RuhrtalRadweg gelegen.

## Wirtschaft und Infrastruktur

### Vereine
- Kulturelles Zentrum Freienohls ist die Schützenhalle der St.-Nikolaus-Schützenbruderschaft, in der neben zahlreichen anderen Veranstaltungen alljährlich am zweiten Wochenende im Juli das Schützenfest stattfindet. Die drei Schützenkompanien teilen den Ort geografisch unter sich auf, die jeweilige Mitgliedschaft bestimmt sich hierbei aber nicht nach dem jeweiligen Wohnort der Mitglieder, sondern nach deren Zugehörigkeitsverständnis und Sympathie gegenüber der einzelnen Vereine.
- Das Vereinsleben der einzelnen Kompanien (1., 2. und 3. Kompanie) gestaltet sich über das gesamte Jahr hinweg sehr aktiv, die jeweiligen Kompanieplätze stehen den anderen Vereinen des Orts oder auch Privatpersonen für schützenfremde Veranstaltungen zur Verfügung.
- Musikalisch wird das Ortsleben vom „Frauenchor Harmonie“, den Männergesangsverein „Cäcilia 1895“, welcher für die Jahre 2010 bis 2013 den Leistungstitel Konzertchor trägt, sowie dessen Vokalensemble „Quartett Plus“, dem „MGV 1847 Liedertafel“ (beide Meisterchöre im Chorverband NRW 2015), dem Musikverein und dem Tambourkorps der Kolpingsfamilie bereichert. Am 27. Februar 2011 wurde nach etwa einjähriger Umbauzeit in den ehemaligen Räumen des Schwesternhauses der Schwestern vom Heiligsten Herzen Jesu von Hiltrup das „Haus der Musik“ eröffnet, welches dem Tambourcorps der Kolpingsfamilie und dem Musikverein Freienohl als Probenhaus zur Verfügung steht.
- Auch darüber hinaus bieten zahlreiche Vereine vom „Angelverein Äsche“ über einen Motorsportclub, den „Traktor- und Oldtimerclub Küppeloldies“, dem Sportverein „TuRa Freienohl“ mit allen ihm angeschlossenen Sportabteilungen bis hin zur katholischen Frauengemeinschaft verschiedene Angebote zur Freizeitgestaltung.
- Kolpingjugend Freienohl[29]
- Freiwillige Feuerwehr Meschede Löschzug Freienohl[30]
- Musikverein Freienohl[31]
- Tambourcorp Freienohl[32]
- Männergesangverein Cäcilia[33]
- Männergesangverein Liedertafel[34]
- Verein für Schießsport mit Kurz- und Langwaffen Freienohl e. V.

### Schulen, Kindergärten und Sportanlagen
In Freienohl existieren zwei Kindergärten, eine Grund- und eine Hauptschule. Weiterführende Schulen finden sich in der Kreisstadt Meschede oder im ebenso nah gelegenen Arnsberg. Darüber hinaus verfügt der Ort über eine Sporthalle, Tennisanlagen, zwei Sportplätze davon seit September 2009 einen Rasenplatz sowie Hallenbad, welches seit März 2007 von einem gemeinnützigen Verein betrieben wird.
- Der Schulunterricht wurde bis 1852 im alten Rathaus abgehalten, dann wurde das Gebäude abgebrochen und an dieser Stelle ein neues Schulgebäude errichtet. Es umfasste zwei Klassenräume und eine Wohnung für den Lehrer. Das Rathauszimmer für die Verwaltung wurde in einen Raum der Gaststätte zur Post verlegt. In der nun zweiklassigen Schule wurden etwa 180 Schülerinnen und Schüler von zwei Lehrkräften betreut. Ein Lehrer wurde von den Hausstättenbesitzern gewählt, diese bekamen das Recht zur Besetzung der Organisten- und der ersten Lehrerstelle 1838 vom Oberlandesgericht in Arnsberg, gegen den Willen der Regierung und der Gemeindeverwaltung 1838 zugesprochen. Die Hausstättenbesitzer übten ihr Recht 1902 zum letzten Mal aus.[35] Die 1870 auf 240 Schüler angewachsene Schule, machte einen Neubau dringend erforderlich, der 1878 eingeweiht wurde. Auch dieses Gebäude wurde bald zu klein und ein weiterer Neubau wurde an der Hauptstraße errichtet. Der Schulbetrieb nach dem Zweiten Weltkrieg wurde 1945 wieder aufgenommen und 1953 wurde die Lehrerwohnung im Schulgebäude in Klassenzimmer umgewandelt.[36] Um wieder ein neues Schulgebäude errichten zu können, siedelte der Bauernhof Flinkerbusch um. Auf dem Grundstück zwischen der neuen Schützenhalle und dem alten Friedhof wurde 1955 der Grundstein für den ersten Bauabschnitt gelegt, Fertigstellung erfolgte im Oktober 1956. Die Schule verfügte über vier große Klassenzimmer. Ein zweiter Bauabschnitt für sechs weitere Klassenräume und Funktionsräume begann 1958, die Einweihung erfolgte im April 1959. Der dritte Bauabschnitt fand 1966 seine Vollendung.[37] Im September 1966 – elf Jahre nach dem Beginn des ersten Bauabschnitts – wurde für die nun vorhandenen 511 Schüler der dritte und letzte Bauabschnitt fertiggestellt.

### Verkehrsanbindung

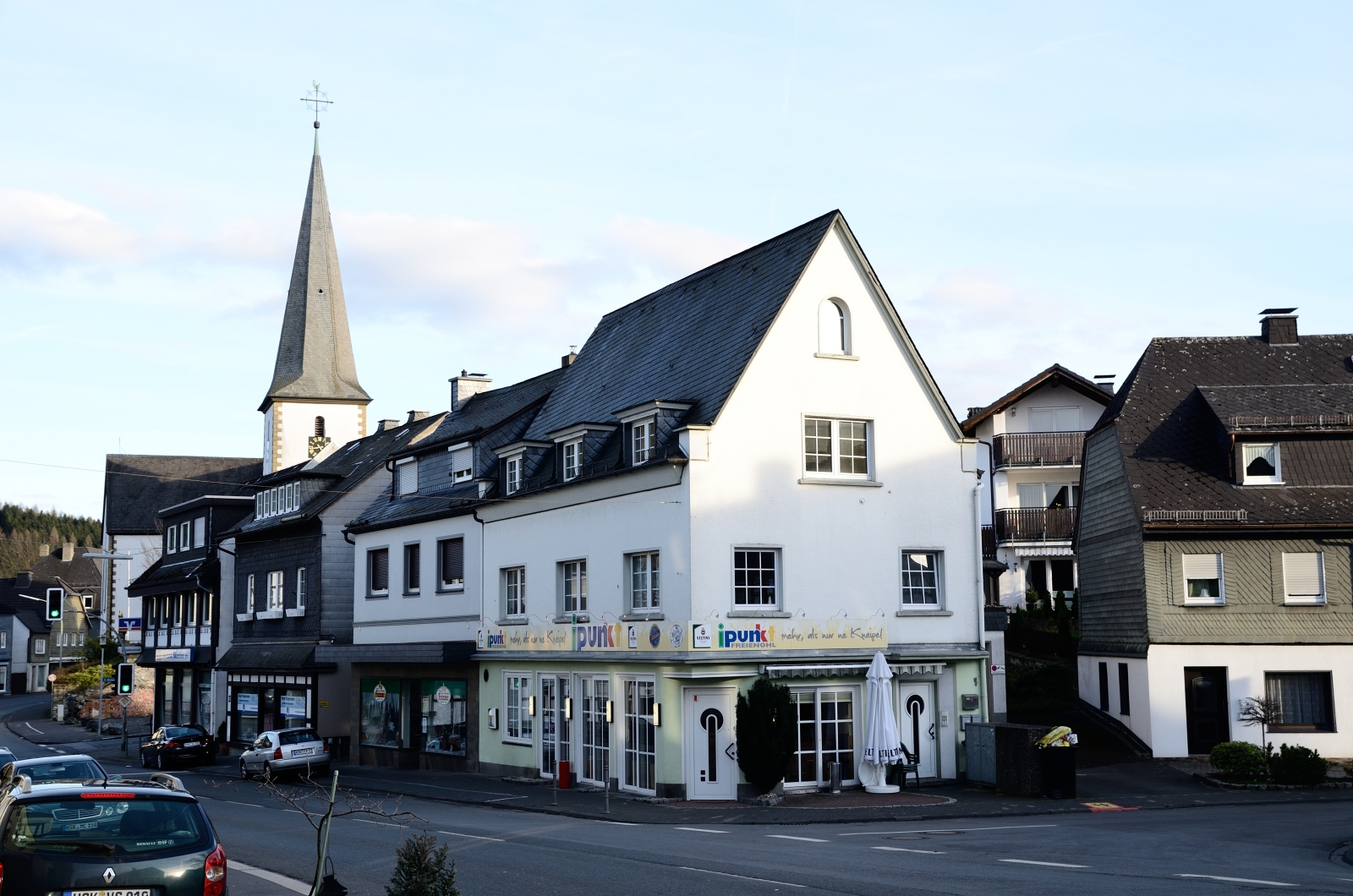
Ortsdurchfahrt

Verkehrstechnisch ist Freienohl durch die BAB 46 (eigene Ausfahrt), die L541, L743 (ehemalige B 7) sowie die Obere Ruhrtalbahn Hagen/Dortmund – Warburg (– Kassel) erschlossen. Die Bahnstrecke führt im 650 m langen Freienohler Tunnel unter dem Ortskern hindurch. Der Haltepunkt Meschede-Freienohl wird wie folgt bedient:
| Linie | Verlauf | Takt |
| ----- | --- | --- |
| RE 17 | Sauerland-Express: Hagen Hbf – Schwerte (Ruhr) – Fröndenberg – Wickede (Ruhr) – Neheim-Hüsten – Arnsberg – Oeventrop – Freienohl – Meschede – Bestwig – Olsberg – Brilon Wald Linienast 1: – Brilon Stadt Linienast 2: – Hoppecke – Messinghausen – Beringhausen – Bredelar – Marsberg – Westheim (Westf) – Scherfede – Warburg (Westf) Linienast 3: – Willingen Stand: Fahrplanwechsel Dezember 2024 | 60 min Hagen – Brilon Stadt morgens Hagen – Warburg Clubsaison Hagen – Willingen                                              |
| RE 57 | Dortmund-Sauerland-Express: Dortmund Hbf – (Dortmund Signal-Iduna Park)* – Dortmund-Hörde – (Dortmund Aplerbeck Süd – Schwerte)* – Fröndenberg – Wickede (Ruhr) – Neheim-Hüsten – Arnsberg (Westf) – Oeventrop – Freienohl – Meschede – Bestwig Linienast 1: – Olsberg – Brilon Wald – Hoppecke – Messinghausen – Beringhausen – Bredelar – Marsberg – Westheim (Westf) – Scherfede – Warburg (Westf) Linienast 2: – Bigge – Siedlinghausen – Silbach – Winterberg (Westf) Linienast 3: – Olsberg – Brilon Wald – Brilon Stadt * Halt abends Stand: Fahrplanwechsel Dezember 2024 | 60 min (Dortmund–Bestwig) 60 min (Bestwig – Warburg) 120 min (Bestwig–Winterberg) Einzelzüge morgens, abends (Bestwig–Brilon) |

## Gemeindepartnerschaft
Seit dem 13. April 1971 unterhält Freienohl eine Partnerschaft mit der nordfranzösischen Gemeinde Cousolre.

## Söhne und Töchter Freienohls
- Heinrich Korte (1853–1927), erster Amtmann in Gladbeck
- Carl Richard Montag (* 1929), Architekt und Ingenieur
- Bonifatius Stirnberg (* 1933), Bildhauer
- Stephan Schröer (* 1940), Altabt der Abtei Königsmünster
- Christoph Weber (* 1965), Bürgermeister von Meschede

## Persönlichkeiten, die im Ort gewirkt haben
- Hannah Neise (* 2000), Sportlerin, Skeleton, wuchs in Freienohl auf.